# Fairway, Kansas
Fairway är en ort i Johnson County i Kansas. Vid 2010 års folkräkning hade Fairway 3 882 invånare.